# ぎふの棚田21選
ぎふの棚田21選（ぎふのたなた21せん）は、岐阜県が選定した棚田である。
岐阜県には約4,300haの棚田があるという。米の生産するだけでなく、美しい風景の形成や伝統・文化の継承、農村資源として後世に引き継ぐために2008年（平成20年）5月1日から9月30日に募集。2009年（平成21年）2月26日に発表された。
選定されたのは19地区である。ぎふの棚田21選の21は21世紀の意味であり、21箇所ということでは無い。19地区以外に番外として3地区選出されている。
なお、実際に農業を営んでおり、私有地である。棚田の中にむやみに立ち入ることは禁止としている箇所が多い。

## ぎふの棚田21選一覧
| No.  | 名称           | 読み                   | 所在地                   |
| ---- | -------------- | ---------------------- | ------------------------ |
| 1    | 貝原           | かいばら               | 揖斐郡揖斐川町春日美束   |
| 2    | 三ヶ村・畑ヶ谷 | さんがむら・はたがたに | 郡上市白鳥町六ノ里       |
| 3    | 正ヶ洞         | しょうがほら           | 郡上市白鳥町前谷         |
| 4    | 赤薙           | あかなぎ               | 加茂郡八百津町八百津赤薙 |
| 5    | 上代田         | かみだいだ             | 加茂郡八百津町八百津北山 |
| 6    | 牧戸           | まきど                 | 中津川市加子母字番田牧戸 |
| 7    | 大円寺         | だいえんじ             | 恵那市岩村町富田         |
| 8    | 栃久保         | とちくぼ               | 恵那市笠置町河合栃久保   |
| 9    | 坂折           | さかおり               | 恵那市中野方町坂折       |
| 10   | 佐々良木西     | さざらぎにし           | 恵那市三郷町佐々良木西   |
| 11   | 佐々良木東     | ささらぎひがし         | 恵那市三郷町佐々良木東   |
| 12   | 野井中・野井東 | のいなか・のいひがし   | 恵那市三郷町野井         |
| 13   | ナカイ田       | なかいだ               | 高山市久々野町           |
| 14   | 滝町           | たきまち               | 高山市滝町               |
| 15   | 種蔵           | たねくら               | 飛騨市宮川町種蔵         |
| 16   | 小川           | おがわ                 | 下呂市小川               |
| 17   | 乗政           | のりまさ               | 下呂市野尻・乗政・宮地   |
| 18   | 福来           | ふくらい               | 下呂市金山町福来         |
| 19   | 野上           | のがみ                 | 下呂市萩原町野上         |
| 番外 | クレイシ       | くれいし               | 加茂郡東白川村神土       |
| 番外 | 田頃家         | たごろけ               | 高山市奥飛騨温泉郷田頃家 |
| 番外 | 火打           | ひうち                 | 下呂市火打               |

太字は日本の棚田百選に指定されている。